# Brachychaeteuma bluncki
Brachychaeteuma bluncki är en mångfotingart som beskrevs av Karl Wilhelm Verhoeff 1925. Brachychaeteuma bluncki ingår i släktet Brachychaeteuma och familjen snaggdubbelfotingar. Inga underarter finns listade i Catalogue of Life.